# Pegoplata grandis
Pegoplata grandis är en tvåvingeart som beskrevs av Verner Michelsen 1989. Pegoplata grandis ingår i släktet Pegoplata och familjen blomsterflugor. Inga underarter finns listade i Catalogue of Life.